# 奧索科里夫卡 (博布羅維齊亞區)
50°50′39″N 31°36′42″E / 50.84417°N 31.61167°E
奧索科里夫卡（烏克蘭語：Осокорівка），是烏克蘭北部的村莊，隸屬切爾尼希夫州的尼任區。該村始建於1857年，面積1.1平方公里，海拔高度132米，2006年人口270，人口密度每平方公里236.4人。